# Atlantyda (jaskinia)
Atlantyda – krasowa jaskinia, znajdująca się na Ukrainie, w pobliżu Kamieńca Podolskiego.
Została odkryta w 1969. Składa się z trzech poziomów, w tym z kilku wysokich do 12 m sal. Długość jaskini wynosi 2525 m, a jej powierzchnia 4440 m².